# 첸제게이
첸제게이 아리쌍터 언두부(중국어 간체자: 钱杰给·阿里桑特·恩杜布, 정체자: 錢杰給·阿里桑特·恩杜布, 병음: Qiánjiégěi Ālǐsāngtè Ēndùbù, 한자음: 전걸급·아리상특·은두포, 1992년 1월 4일~)는 가봉 출신 중화인민공화국의 축구 선수로 포지션은 미드필더이다. 현재 중국 슈퍼리그의 저장 FC에서 뛰고 있으며 2011년부터 2014년까지 가봉 대표팀에서 활동했다.
프랑스어 이름은 알렉산데르 은둠부(프랑스어: Alexander N'Doumbou)였으며 2019년 중국 슈퍼 리그에서 뛰면서 가봉 국적을 포기하고 중화인민공화국 국적을 취득했다.

## 어린 시절
첸제게이는 1992년 가봉 포르장티에서 가봉인 아버지 디외도네 은둠부(프랑스어: Dieudonné N'doumbou)와 저장성 출신 하카족 중국인 어머니 사이에서 태어났다. 그의 아버지는 중화인민공화국에서 유학을 하던 시절 첸제게이의 어머니를 만났고 이후 그녀와 결혼해 첸제게이를 보았다.
첸제게이는 어린 시절에 중화인민공화국 국적을 취득했다가 나중에 중화인민공화국 국적을 포기하고 아버지의 혈통인 가봉 국적을 취득했다. 6살에 포르장티에 있는 AS 소가라에 입단하며 축구 선수 경력을 시작했고 12살이 되었을 때 프랑스로 이주해 FC 카르팡트라(프랑스어: FC Carpentras) 유소년팀에 입단했다. 카르팡트라에서 뛰던 시절 아버지는 첸제게이의 축구 잠재력을 주목해 그를 프랑스에 사는 자신의 친구 집에 맡기며 첸제게이가 축구 선수 경력을 지속할 수 있도록 지원했다.
첸제게이는 2005년 FC 마르티그 청소년팀에 입단했고 1년 뒤 2006년 올랭피크 드 마르세유 스카우터의 제안을 받아 마르세유의 입단 시험을 통과하고 마르세유의 청소년팀에 입단했다. 그는 마르세유 U-17의 주장을 담당하며 2008–09 시즌 프랑스 U-17 청소년 리그 우승을 달성했다.

## 구단 경력
2009년 11월 18일, 첸제게이는 처음으로 프로 축구 선수 계약을 체결했고 이 계약은 그의 1군 계약이 만료되기 2년 전인 2011년 7월 1일에 발효되었다. 그는 2010년 1월 9일 18세가 되고 5일 뒤에 마르세유가 아마추어 구단 트렐리삭 FC에 2대 0으로 승리한 쿠프 드 프랑스 64라운드 경기에서 88분 마티외 발뷔에나와 교체되어 경기에 투입되면서 마르세유 1군 데뷔전을 가졌다.
2011년 8월 10일, 첸제게이는 당시 3부 리그에 있었던 US 오를레앙으로 한 시즌 동안 임대되었다. 그는 1시즌 후 마르세유로 복귀했고 프랑스 5부 리그에 소속된 올랭피크 드 마르세유 B팀에 배정되었다. 2013년 6월 30일 그는 다시 오를레앙으로 임대되었고 임대가 끝난 후 마르세유 B팀으로 복귀했다. 그는 2016년 8월 마르세유 1군 벤치에 포함되었으나 이후 에이르스터 나티오날러의 FCV 덴더르 EH로 이적했다.
2018년 7월 첸제게이는 파르바리가의 FC 베레야로 이적했다. 그는 2019년 2월 베레야에서 상하이 선화로 이적했고 이적하면서 가봉 국적을 포기하고 중화인민공화국 국적을 회복했다. 그는 2019년 12월 6일 2019년 중국 FA컵 우승을 달성했고 상하이 선화에서 4시즌 동안 활동한 후 2023년 1월 17일 저장 FC로 이적했다.

## 국가대표팀 경력
첸제게이는 2009년 11월 당시 가봉 축구 국가대표팀의 감독이었던 알랭 지레스에 의해 처음으로 가봉 대표팀에 차출되었다. 이후 2011년 2월 카보베르데와의 친선 경기를 통해 가봉 대표 데뷔전을 가졌다. 같은 해 11월에 모로코에서 열린 2011년 U-23 아프리카 선수권 대회에서 가봉 U-23 대표팀의 일원으로 참가하여 우승에 기여했다. 이듬해인 2012년에는 영국 런던에서 열리는 2012년 하계 올림픽 축구 남자에 참가하는 가봉 올림픽 축구 국가대표팀에 발탁되었고 올림픽에 참가했다.
가봉 대표팀에서 11경기를 뛴 첸제게이는 2019년 가봉 국적을 포기하고 가봉에서 중화인민공화국으로 귀화했지만 국제 축구 연맹 규정에 의거하여 중국 축구 국가대표팀에는 선발될 수 없다.

## 통산 기록

### 구단
2024년 11월 15일 기준
| 구단                 | 시즌      | 리그                  | 리그 | 리그 | 국내컵대회 | 국내컵대회 | 리그컵대회 | 리그컵대회 | 대륙간대회 | 대륙간대회 | 합계 | 합계 |
| 구단                 | 시즌      | 리그                  | 출장 | 득점 | 출장       | 득점       | 출장       | 득점       | 출장       | 득점       | 출장 | 득점 |
| -------------------- | --------- | --------------------- | ---- | ---- | ---------- | ---------- | ---------- | ---------- | ---------- | ---------- | ---- | ---- |
| 올랭피크 드 마르세유 | 2009–10   | 리그 1                | 0    | 0    | 2          | 0          | 0          | 0          | 0          | 0          | 2    | 0    |
| 올랭피크 드 마르세유 | 2010–11   | 리그 1                | 0    | 0    | 0          | 0          | 0          | 0          | 0          | 0          | 0    | 0    |
| 올랭피크 드 마르세유 | 2011–12   | 리그 1                | 0    | 0    | 0          | 0          | 0          | 0          | 0          | 0          | 0    | 0    |
| 올랭피크 드 마르세유 | 2012–13   | 리그 1                | 0    | 0    | 0          | 0          | 0          | 0          | 0          | 0          | 0    | 0    |
| 올랭피크 드 마르세유 | 2013–14   | 리그 1                | 0    | 0    | 0          | 0          | 0          | 0          | 0          | 0          | 0    | 0    |
| 올랭피크 드 마르세유 | 2014–15   | 리그 1                | 0    | 0    | 0          | 0          | 0          | 0          | 0          | 0          | 0    | 0    |
| 올랭피크 드 마르세유 | 합계      | 합계                  | 0    | 0    | 2          | 0          | 0          | 0          | 0          | 0          | 2    | 0    |
| 오를레앙 (임대)      | 2011–12   | 샹피오나 나시오날     | 21   | 3    | 0          | 0          | —          | —          | —          | —          | 21   | 3    |
| 오를레앙 (임대)      | 2012–13   | 샹피오나 나시오날     | 10   | 0    | 0          | 0          | —          | —          | —          | —          | 10   | 0    |
| 오를레앙 (임대)      | 합계      | 합계                  | 31   | 3    | 0          | 0          | 0          | 0          | 0          | 0          | 31   | 3    |
| 마르세유 B           | 2012–13   | 샹피오나 나시오날 3   | 3    | 0    | —          | —          | —          | —          | —          | —          | 3    | 0    |
| 마르세유 B           | 2013–14   | 샹피오나 나시오날 3   | 25   | 2    | —          | —          | —          | —          | —          | —          | 25   | 2    |
| 마르세유 B           | 2014–15   | 샹피오나 나시오날 3   | 14   | 2    | —          | —          | —          | —          | —          | —          | 14   | 2    |
| 마르세유 B           | 합계      | 합계                  | 42   | 4    | 0          | 0          | 0          | 0          | 0          | 0          | 42   | 0    |
| FCV 덴버르 EH        | 2016–17   | 에이르스터 나티오날러 | 11   | 0    | 0          | 0          | —          | —          | —          | —          | 11   | 0    |
| FCV 덴버르 EH        | 2017–18   | 에이르스터 나티오날러 | 17   | 2    | 0          | 0          | —          | —          | —          | —          | 17   | 2    |
| FCV 덴버르 EH        | 합계      | 합계                  | 28   | 2    | 0          | 0          | 0          | 0          | 0          | 0          | 28   | 2    |
| FC 베레야            | 2018–19   | 파르바리가            | 15   | 0    | 0          | 0          | —          | —          | —          | —          | 15   | 0    |
| 상하이 선화          | 2019      | 중국 슈퍼리그         | 24   | 1    | 3          | 1          | —          | —          | —          | —          | 27   | 2    |
| 상하이 선화          | 2020      | 중국 슈퍼리그         | 19   | 1    | 1          | 0          | —          | —          | 4          | 0          | 24   | 1    |
| 상하이 선화          | 2021      | 중국 슈퍼리그         | 9    | 0    | 6          | 0          | —          | —          | —          | —          | 15   | 0    |
| 상하이 선화          | 2022      | 중국 슈퍼리그         | 29   | 1    | 0          | 0          | —          | —          | —          | —          | 29   | 1    |
| 상하이 선화          | 합계      | 합계                  | 81   | 3    | 10         | 1          | 0          | 0          | 4          | 0          | 95   | 4    |
| 저장 FC              | 2023      | 중국 슈퍼리그         | 25   | 0    | 2          | 0          | —          | —          | 2          | 0          | 29   | 0    |
| 저장 FC              | 2024      | 중국 슈퍼리그         | 19   | 0    | 1          | 0          | —          | —          | 4          | 0          | 24   | 0    |
| 저장 FC              | 합계      | 합계                  | 44   | 0    | 3          | 0          | 0          | 0          | 6          | 0          | 53   | 0    |
| 통산 기록            | 통산 기록 | 통산 기록             | 226  | 12   | 15         | 1          | 0          | 0          | 10         | 0          | 251  | 9    |

## 수상 내역
상하이 선화
- 중국 FA컵: 2019